# Яковенко Володимир Кирилович
Володимир Кирилович Яковенко (12 квітня 1919 — 31 серпня 1996) — командир партизанської бригади ім. Д. Т. Гуляєва, що діяла на території Білорусі в період Другої світової війни.

## Біографія
Народився в Житомирській області, село Паромівка.
Трудову діяльність розпочав у 1938 році після закінчення технікуму обробки дерева. Працював на посаді інструктора, майстер складального цеху, заст. начальника сушильного цеху в колонії МВС м. Житомира. Без відриву від виробництва закінчив аероклуб.
З 1939 року в Червоній Армії — моторист авіаполку, курсант авіашколи, стрілець-бомбардир.
З 22 червня 1941 р. брав участь у боях проти німецько-фашистських загарбників. 28 червня його літак був сильно пошкоджений, льотчик важко поранений.
З листопада 1941 р. по грудень 1943 р. — винищувач, командир відділення, командир роти.
З квітня 1942 р. — комісар, потім командир партизанського загону ім. Ворошилова.
Вересень 1943 р. по липень 1944 року — командир партизанської бригади № 99 ім. Гуляєва.
- 1944-1948 рр. — головний державний інспектор з торгівлі в Брестській області.

- 1948-1951 рр. навчання в Московській вищій торговельній школі.

- 1951-1955 рр.— головний державний інспектор з торгівлі Гомельської області.

- 1955-1958 рр. — голова правління Гомельської облспоживспілки.

- 1958-1965 рр. — голова виконкому Гомельської міської Ради депутатів трудящих.

У 1965-1970 роках — голова Правління Білкоопспілки. З червня 1970 року до виходу на пенсію в 1983 році працював на посаді заступника Голови Правління Центросоза і за 18 років (1965-1983) багато зробив для поліпшення торгівлі, збільшення виробництва товарів народного споживання на підприємствах споживчої кооперації, а також розвитку інших галузей кооперативного господарства країни.

## Нагороди
- орден Жовтневої Революції
- орден Червоного Прапора
- орден Вітчизняної війни I ступеня
- два ордена Трудового Червоного прапора
- орден Червоної Зірки
- медаль Партизанів Вітчизняної війни I і II ступеня
- медаль «За перемогу над Німеччиною у Великій Вітчизняній війні 1941-1945 рр .. »

- почесна грамота Верховної Ради Білоруської РСР

У 1984 році Яковенко В.К. став почесним громадянином Глуська.

## Родина
Син Володимира Кириловича Яковенко, Олександр Володимирович Яковенко — відомий російський дипломат.